# Cē Acatl Tōpīltzin Quetzalcōātl

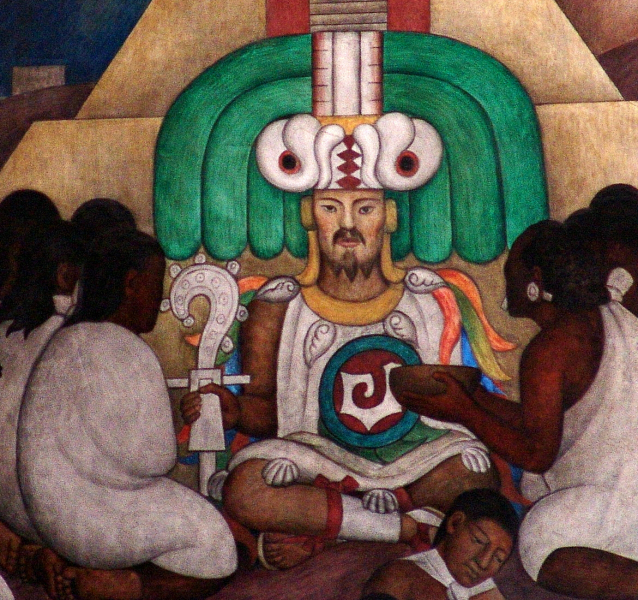
Bild des Priesterkönigs

Cē Acatl Tōpīltzin Quetzalcōātl, meist nur Quetzalcoatl, (* 843; † 883 oder 895) war ein Priesterkönig der Tolteken, der den Namen des Gottes Quetzalcoatl (= „Federschlange“) angenommen hatte. Sein voller Name bedeutet in etwa „1 Rohr, Unser verehrter Prinz, leuchtende Schwanzfederschlange“. Seine Lebensdaten sind widersprüchlich überliefert. Nach den stark legendenhaft überformten Berichten aus der Kolonialzeit regierte er in Tollan, wo er Künste und Wissenschaften, insbesondere Schrift und Kalender eingeführt haben soll. Die Azteken leiteten ihre Herrscher über die Könige von Colhuacán von ihm ab.

## Geschichte
Nach neueren Studien stellt sich seine Lebensgeschichte, so weit sie aus den Quellen zu rekonstruieren ist, folgendermaßen dar: Er wurde im Jahre 843 geboren, und war ab 873 König in Tollan. Sein Ende ist nicht eindeutig übermittelt: entweder starb er im Jahre 883 oder er verließ 895 mit seinen Anhängern die Stadt und erreichte nach längerer Wanderung die Küste des Golfs von Mexiko. Dort soll er sich entweder selbst verbrannt haben und zum Morgenstern aufgestiegen sein oder sich auf einem von Schlangen gebildeten Floß über das Meer nach dem Land Tlillan Tlapallan („Land der Schwärze und der Röte“) begeben haben. Dieses Land wird von vielen Forschern mit dem Gebiet der nördlichen Maya-Kultur (Chichén Itzá) gleichgesetzt.
Seine Herrschaft wird (aus der Sicht der christlichen indianischen Autoren der Kolonialzeit) als friedlich und weise, den grausamen Opferpraktiken abhold geschildert, er selbst als einem Einsiedler ähnlich. Dementsprechend wird sein Ende auch als Folge der Übertretung seiner selbst gesetzten Regeln betrachtet, zu denen er von feindlichen Gottheiten (Tezcatlipoca) verführt worden war. Aus Scham darüber sei er fortgezogen.
In Tollan folgten ihm nach der Rekonstruktion auf Grund der Berichte als Herrscher Matlacxochitl und drei weitere unbekannte Herrscher nach, bis mit Huemac (dem Sohn des Herrschers Totepeuh von Colhuacan) die Dynastie unter schrecklichen Vorzeichen zu Ende ging.

## Maya
Bei den Maya im Norden Yucatáns wurde eine Gottheit mit Namen Kukulkan verehrt, deren Name mit „Quetzalcoatl“ bedeutungsgleich ist. Ein Anführer dieses Namens soll (nach dem Bericht Diego de Landas) aus dem Westen zu den Itzá gekommen sein, die Stadt Mayapán gegründet, dort geherrscht und anschließend nach Zentralmexiko zurückgekehrt sein, wo er mit dem historischen Quetzalcoatl gleichgesetzt wird. Kukulkan spielt bei der historischen Rekonstruktion einer toltekischen Einwanderung in Yucatán durch verschiedene moderne Autoren eine wichtige Rolle.

## Kolonialzeitliche Umgestaltung
In kolonialzeitlichen Texten, besonders von franziskanischen Verfassern, wird behauptet, dass Moctezuma anfänglich die Spanier und ihren Anführer Hernán Cortés für den wiederkehrenden Quetzalcoatl gehaltenen hätte. So habe (nach den von Sahagún in Nahuatl aufgezeichneten Texten, die nicht von Augenzeugen stammen können) die zu den eben gelandeten Spaniern geschickte Gesandtschaft gegenüber Cortés alle indianischen Zeichen der Ehrerbietung gemacht, ihn angebetet und darauf zu ihm gesprochen: „Es höre der Gott, es grüßt ihn sein Vasall Motecuzoma, der die Stadt Mexico regiert“. Sie hätten vor ihm vier verschiedene Göttertrachten ausgelegt, um festzustellen, welche er anziehen würde, um sich dadurch zu erkennen zu geben. Cortés habe sich für die Tracht des Quetzalcoatl entschieden. Cortés berichtet dem spanischen König, dass Moctezuma sich ihm gegenüber nur als Statthalter eines (nicht benannten) früheren Herrschers bezeichnet hätte, dessen Rückkunft er erwartet hätte und die nun mit Cortés eingetreten wäre, weshalb er seine Herrschaft in seine Hände lege. Mit einem derartigen Akt wäre Cortés für den König zu einem unverzichtbaren Mittler in der Herrschaftsübernahme geworden, woran Cortés nach dem vorangegangenen Ungehorsam großes Interesse haben musste.
Die Geschichte von der aztekischen Erwartung der Rückkehr des Quetzalcoatl wurde, je später nach der Conquista ein Text entstanden ist, immer mehr ausgebaut. Dieser Vorstellung kam entgegen, dass das Jahr 1519 in der aztekischen Jahreszählung ein Jahr 1 acatl war, also dem Namen des Quetzalcoatl entsprach, wobei Namen aus Kalenderdaten generell einem Tag und nicht einem (davon formal nicht unterscheidbaren) Jahr entsprechen.
Die allgemein anerkannte fachliche Meinung fasste Nigel Davies zusammen: „Es ist jetzt unzweifelhaft festgestellt, dass die Geschichte eines bärtigen, weißhäutigen Quetzalcoatl zur Gänze eine kolonialzeitliche Erfindung ist“. Diese Umdeutung der Geschichte der spanischen Eroberung ist nicht die einzige.